# Friern Barnet
Friern Barnet – dzielnica Londynu, leżąca w gminie London Borough of Barnet. W 2001 liczyła 15015 mieszkańców.